# Ira B. Hyde

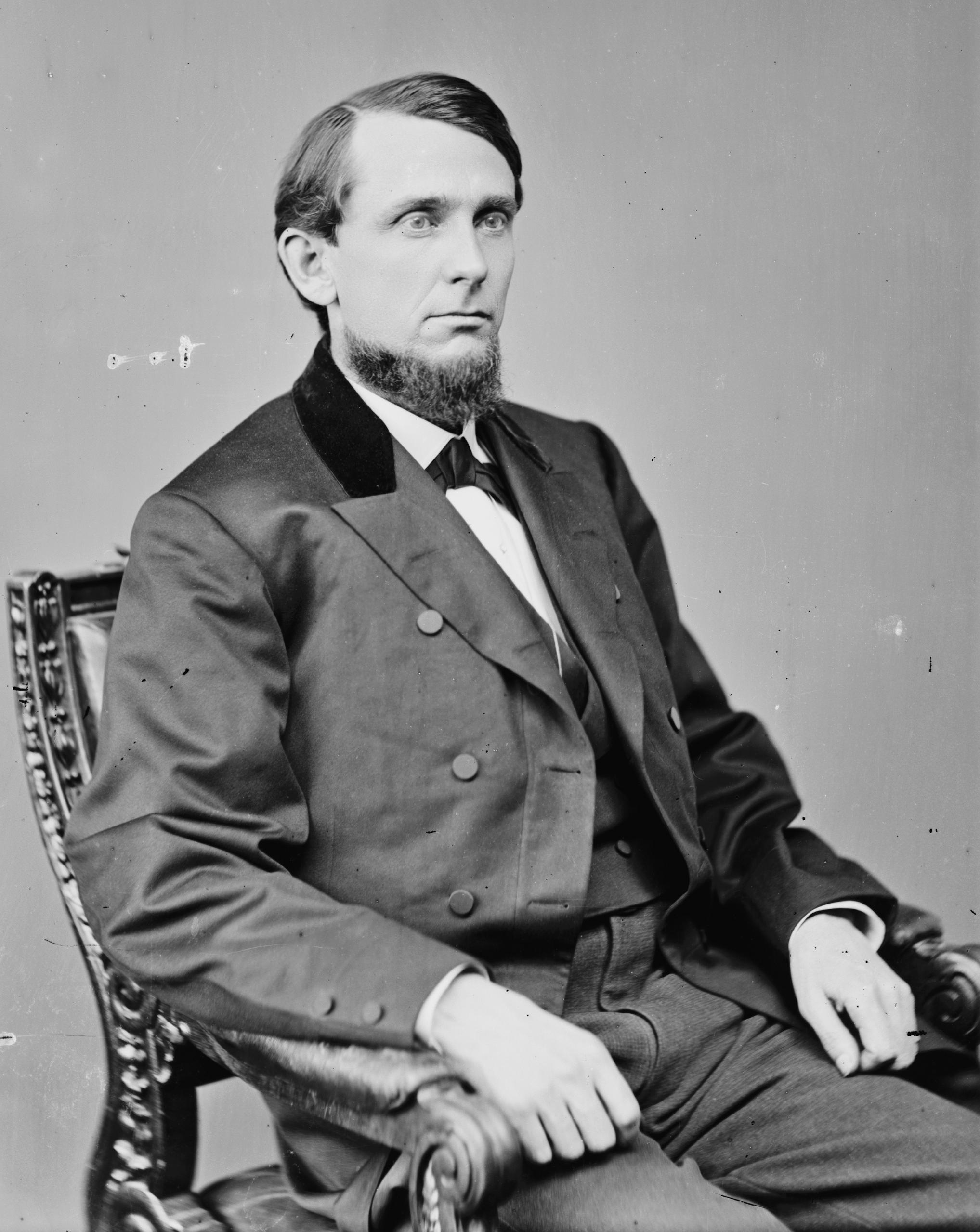
Ira B. Hyde

Ira Barnes Hyde (* 18. Januar 1838 bei Guilford, Chenango County, New York; † 6. Dezember 1926 in Princeton, Missouri) war ein US-amerikanischer Politiker. Zwischen 1873 und 1875 vertrat er den Bundesstaat Missouri im US-Repräsentantenhaus.

## Werdegang
Ira Hyde besuchte die öffentlichen Schulen seiner Heimat und die Norwich Academy. Im Alter von 15 Jahren zog er nach East Cleveland in Ohio. Später studierte er am Oberlin College. Nach einem anschließenden Jurastudium und seiner 1861 erfolgten Zulassung als Rechtsanwalt begann er in Saint Paul (Minnesota) in diesem Beruf zu arbeiten. Während des Bürgerkrieges diente Hyde als Soldat einer Einheit aus Minnesota im Heer der Union. Zeitweise war er in dieser Zeit auch im Kampf gegen die Sioux eingesetzt. 1865 zog Hyde vorübergehend in die Bundeshauptstadt Washington, wo er als Anwalt praktizierte. Seit 1866 lebte er in Princeton (Missouri). Im Jahr 1872 wurde er Bezirksstaatsanwalt im dortigen Mercer County.
Politisch war Hyde Mitglied der Republikanischen Partei. Er war Delegierter auf zahlreichen regionalen republikanischen Parteitagen in Missouri. Bei den Kongresswahlen des Jahres 1872 wurde er im damals neu geschaffenen zehnten Wahlbezirk seines Staates in das US-Repräsentantenhaus in Washington, D.C. gewählt, wo er am 4. März 1873 sein neues Mandat antrat. Da er im Jahr 1874 nicht bestätigt wurde, konnte er bis zum 3. März 1875 nur eine Legislaturperiode im Kongress absolvieren.
Nach seinem Ausscheiden aus dem US-Repräsentantenhaus war Ira Hyde wieder als Anwalt tätig. Außerdem stieg er in das Bankgewerbe ein. Er starb am 6. Dezember 1926 in Princeton, wo er auch beigesetzt wurde.